# Pherbellia footei
Pherbellia footei är en tvåvingeart som beskrevs av Steyskal 1961. Pherbellia footei ingår i släktet Pherbellia och familjen kärrflugor.
Artens utbredningsområde är Idaho. Inga underarter finns listade i Catalogue of Life.